# Branda Castiglione
Hans eminence  Branda Castiglione (født 4. februar 1350, død 4. februar 1443) var en af den romerskkatolske kirkes kardinaler. Han var biskop af Piacenza.
Han blev udnævnt til kardinal ("pseudokardinal") den 6. juli 1411 af modpaven Johannes XXIII.